# Seventh Star
| 전문가 평가                       | 전문가 평가 |
| 평가 점수                         | 평가 점수   |
| 출처                              | 점수        |
| --------------------------------- | ----------- |
| AllMusic                          | [ 4 ]       |
| The New Rolling Stone Album Guide | [ 5 ]       |
| Classic Rock                      | 5/10        |
| Martin Popoff                     | 7/10        |

《Seventh Star》는 영국의 록 밴드 블랙 사바스의 열두 번째 스튜디오 음반이다. 1986년 1월 28일에 발매되었으며, 리드 싱어로는 제프 니컬스, 에릭 싱어, 데이브 스피츠 등이 각각 키보드, 드럼, 베이스 등을 연주하고, 리드 싱어로는 전 딥 퍼플의 베이시스트 겸 보컬인 글렌 휴스가 참여한다. 이 음반은 1984년 《Born Again》 투어를 마치고 밴드를 탈퇴한 베이시스트 기저 버틀러가 없는 밴드의 첫 번째 발매였다. 이 음반은 원래 아이오미가 작곡하고 녹음했으며, 첫 솔로 음반이 될 작정이었다. 워너 브라더스 레코드의 압력과 밴드 매니저 돈 아덴의 권유로 인해, 이 음반은 Black Sabbath featuring Tony Iommi로 되었다. 이후 발매된 음반에는 Black Sabbath라는 레이블이 붙어 있다. 발매의 제작 뒤떨어져도 불구하고, 온건한 상업적 성공을 거두며 빌보드 200 차트에서 78위에 올랐다.

## 곡 목록
작곡은 모두 토니 아이오미가 맡았고, 작사는 모두 아이오미, 글렌 휴스, 제프 니컬스, 제프 글릭스먼이 맡았다.
| #  | 제목                      | 재생 시간 |
| -- | ------------------------- | --------- |
| 1. | 〈In for the Kill〉       | 3:48      |
| 2. | 〈No Stranger to Love〉   | 4:28      |
| 3. | 〈Turn to Stone〉         | 3:28      |
| 4. | 〈Sphinx (The Guardian)〉 | 1:12      |
| 5. | 〈Seventh Star〉          | 5:20      |

| #  | 제목                   | 재생 시간 |
| -- | ---------------------- | --------- |
| 6. | 〈Danger Zone〉        | 4:23      |
| 7. | 〈Heart Like a Wheel〉 | 6:35      |
| 8. | 〈Angry Heart〉        | 3:06      |
| 9. | 〈In Memory...〉       | 2:35      |